# Generalplan Ost

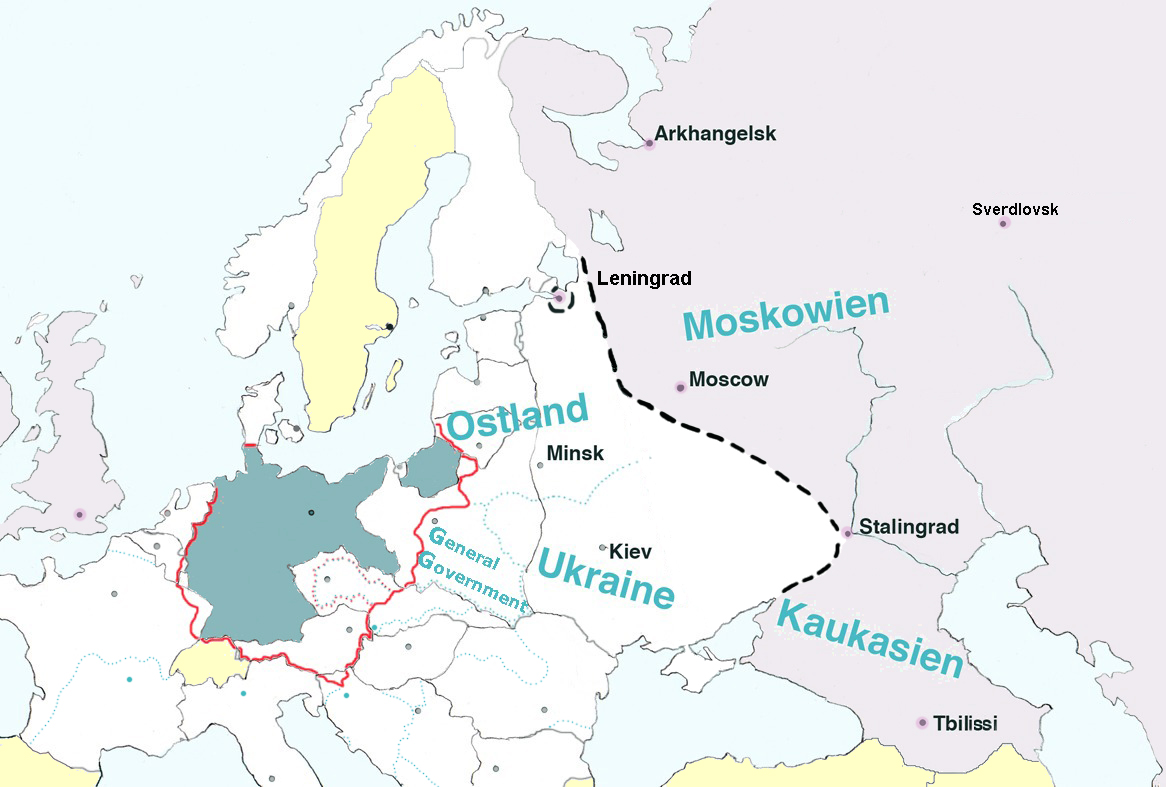
Mappa dell'Europa con in confini del 1937 con i dettagli del Generalplan Ost (piano generale per l'oriente). Grigio scuro: Germania (Deutsches Reich). Linea nera tratteggiata: estensione della "seconda fase di colonizzazione" (zweite Siedlungsphase). Grigio chiaro: territorio amministrativo del Reichskommissariat, diviso in Ostland (Terra Orientale, 1941–1945), Ukraine (Ucraina, 1941–1944), Moskowien (Moscovia, mai realizzata), e Kaukasien (Caucasia, mai realizzata).

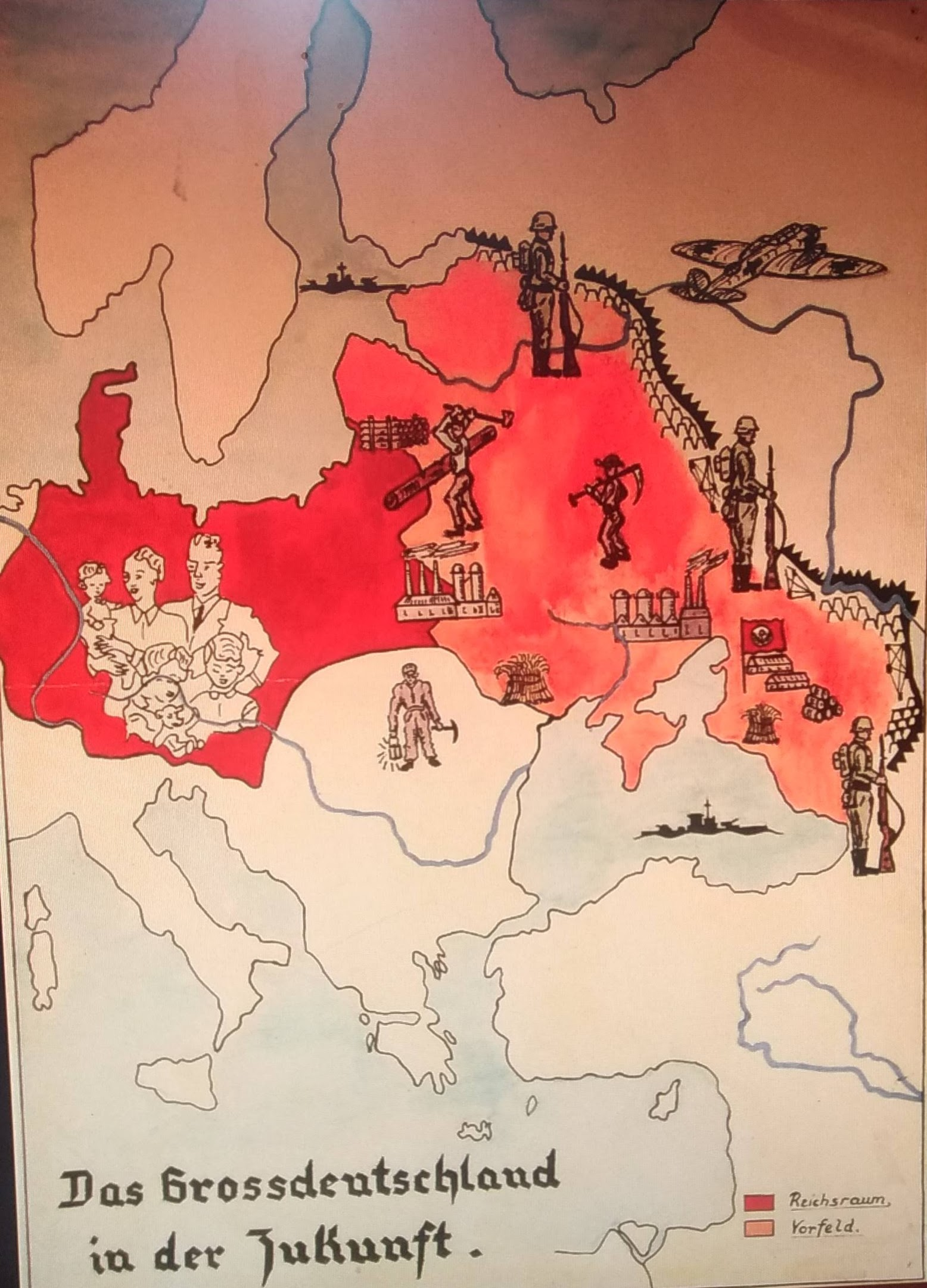
Piano per la colonizzazione delle terre slave orientali, in un opuscolo statale.

Il Generalplan Ost (GPO, lett. Piano generale per l'oriente) fu un progetto della Germania nazista, sviluppato soprattutto durante la prima fase della seconda guerra mondiale, che prevedeva un completo sovvertimento della situazione politica, economica, sociale ed etnografica delle regioni dell'Europa orientale, in particolare Polonia, Bielorussia, Lituania, Lettonia, Estonia, Ucraina e Russia europea. Secondo i progetti di Adolf Hitler e dei suoi più stretti collaboratori, le popolazioni slave e baltiche autoctone, decine di milioni di persone, avrebbero dovuto essere sterminate o deportate oltre gli Urali, mentre i territori sarebbero stati messi a disposizione dei coloni tedeschi, che avrebbero ripopolato e dominato economicamente e culturalmente le regioni dell'est.
Il piano venne studiato e preparato in una serie di scritti e documenti stilati a partire dalla primavera del 1940 da parte del RKFDV, dell'RSHA e dell'Istituto di Ingegneria Agricola dell'Università di Berlino, commissionato tra il 1940 e il 1942 da Heinrich Himmler e, successivamente, anche dall'ideologo nazista Alfred Rosenberg. Con l'andamento negativo della guerra per la Germania, il progetto venne sospeso nel 1943; tuttavia, non essendo sopravvissuta alcuna copia del documento, il progetto può essere ricostruito solo sulla base di appunti e idee astratte. Il Generalplan Ost era parte del progetto del Lebensraum (spazio vitale) e costituiva il completamento dell'ideologia di Stato del Drang nach Osten.

## Il piano
Il Generalplan Ost, essenzialmente un grande progetto di pulizia etnica, fu diviso in due parti: il Kleine Planung ("Piccolo piano"), che comprendeva azioni che dovevano essere intraprese durante la guerra, e il Große Planung ("Grande piano"), che prevedeva il comportamento da tenere dopo l'ipotetica vittoria tedesca. Si presupponeva che, in seguito alla sconfitta dell'Unione Sovietica, il territorio del Reich sarebbe arrivato a inglobare, oltre ai territori degli attuali Stati di Polonia, Lettonia, Lituania, Estonia, Bielorussia e Ucraina, tutta la Russia europea, il Caucaso e parte del Kazakistan occidentale, fino ai Monti Urali.

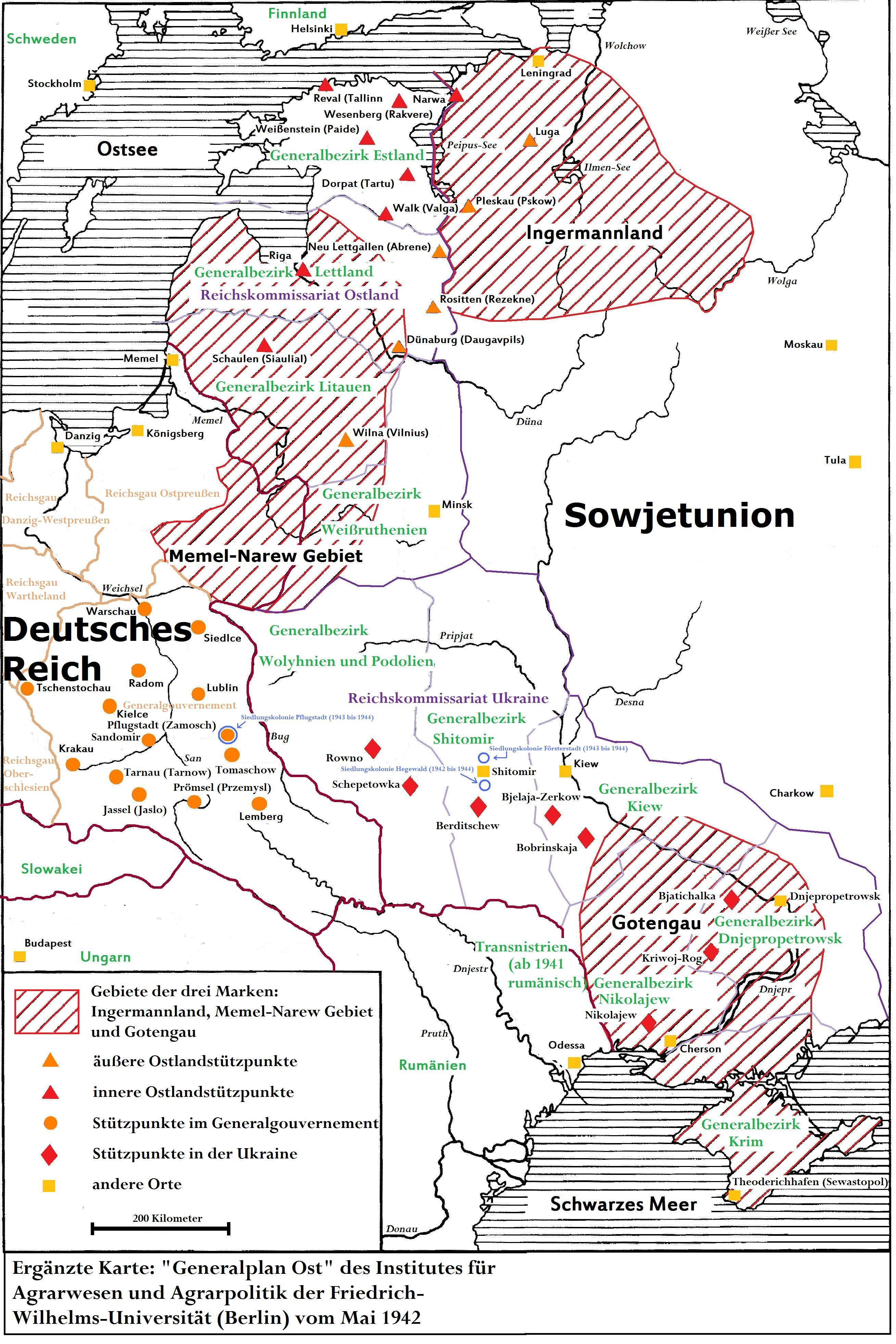
Mappa del Piano Generale per l'Est di maggio 1942

Il piano prevedeva la germanizzazione di tutti i territori conquistati, da attuare tramite la rimozione delle popolazioni locali, che andavano in parte sterminate e in parte deportate oltre gli Urali, nei territori remoti della Russia asiatica, e con crimini mirati a distruggere le culture locali e imporre la cultura germanica in ogni territorio conquistato.
Nel giro di dieci anni, il piano prevedeva la riduzione in schiavitù, il genocidio, l'espulsione o la germanizzazione della maggior parte dei popoli non tedeschi che vivevano nei territori annessi al Terzo Reich. La percentuale di membri dei vari gruppi etnici non tedeschi da sterminare o deportare variava dal 100% di ebrei, rom e letgalli, 85% di lituani, 80-85% di polacchi, 65-75% di russi (50-60% da eliminare, 15% da deportare in Siberia), 65% di ucraini e 50% di cechi, lettoni ed estoni.
Per quanto riguarda i polacchi, si prevedeva che nel 1952 sarebbero rimasti in vita solo 3-4 milioni di coloro che risiedevano nell'ex Polonia conquistata nel 1939 e il loro compito sarebbe essenzialmente stato quello di servire da manodopera a basso costo per la macchina produttiva della Germania e per i colonizzatori tedeschi. A loro sarebbero stati impediti il matrimonio e ogni cura medica, in modo tale da sterminarli totalmente nel giro di una generazione, in quanto ritenuti Untermenschen, cioè sub-umani.
Il Generalplan Ost prevedeva che, cinquant'anni dopo la guerra, con il Große Planung ci sarebbe stata l'espulsione e lo sterminio di più di 50 milioni di slavi a ovest degli Urali.
Al loro posto, 8-10 milioni di tedeschi avrebbero colonizzato il Lebensraum (spazio vitale) ingrandito del Tausendjähriges Reich (Reich Millenario).

## Realizzazione

### Pulizia etnica
Il principale fondatore del piano fu Heinrich Himmler. Durante la guerra, i nazisti incominciarono a realizzare il piano, procedendo con le espulsioni in Polonia e Ucraina, e con la colonizzazione tedesca verso est, negli ex territori dello Stato polacco. Nel 1943 la contea di Zamość, a causa del suo suolo fertile, fu scelta per la colonizzazione nel Generalgouvernement (Governatorato Generale), secondo quanto previsto dal Generalplan Ost. Furono espropriate le fattorie polacche e la popolazione incorse in una grande ferocia da parte degli invasori, il che spinse la gente a cedere le loro case, anche se pochi tedeschi si stabilirono poi effettivamente nella zona prima del 1944.

### Germanizzazione
In Polonia, durante la seconda guerra mondiale, i cittadini polacchi con antenati tedeschi avevano il dilemma se acconsentire o meno a essere registrati come tedeschi abitanti in Polonia; la questione riguardava anche i tedeschi le cui famiglie vivevano in Polonia da secoli. Spesso la scelta era quella di considerarsi tedeschi (e passare come traditori della madrepatria) oppure quella di non scegliere di allinearsi con il Reich, tradendo il proprio Paese.
Un gran numero di bambini polacchi fu anche separato dalle famiglie e, dopo un'accurata analisi volta all'accertamento della pura razza nordica, erano inviati in Germania per essere cresciuti da famiglie tedesche. Solo pochissimi dei bambini rapiti dalle famiglie furono poi restituiti ai propri genitori.
Lo stesso fenomeno coinvolse anche i cechi.

### Genocidio
Attività come l'operazione Tannenberg (Unternehmen Tannenberg) e varie Intelligenzaktionen che miravano all'eliminazione dell'Intelligencija polacca nacquero in conformità al Generalplan Ost. Anche se la Germania perse poi la guerra, in sei anni (1939-1945) i programmi di genocidio nazisti uccisero quasi tutti gli ebrei d'Europa, moltissimi Romanì, circa sei milioni di civili polacchi e di ogni nazionalità e un gran numero di russi, bielorussi e ucraini nei territori occupati. Intere popolazioni di villaggi morirono bruciate vive e centinaia di migliaia di persone morirono nei campi di concentramento nazisti e nei campi di sterminio.